# Pailitas
Pailitas è un comune della Colombia facente parte del dipartimento di Cesar.
Il centro abitato venne fondato da Luís Antonio Camacho Prada nel 1941.